# Византийский музей Пафоса
Византийский музей Священной Митрополии Пафоса (греч. Βυζαντινό Μουσείο Ιεράς Μητροπόλεως Πάφου) — музей православной церковной культуры Западного Кипра, расположенный в Ктиме («Верхний город») города Пафос (Республика Кипр). Музей ранее занимал Восточное крыло резиденции митрополита Пафоса по адресу улица Андреа Иоанну, 5. В 2017 году музей переехал в поселок Героскипу, близ церкви Св.Параскевы.

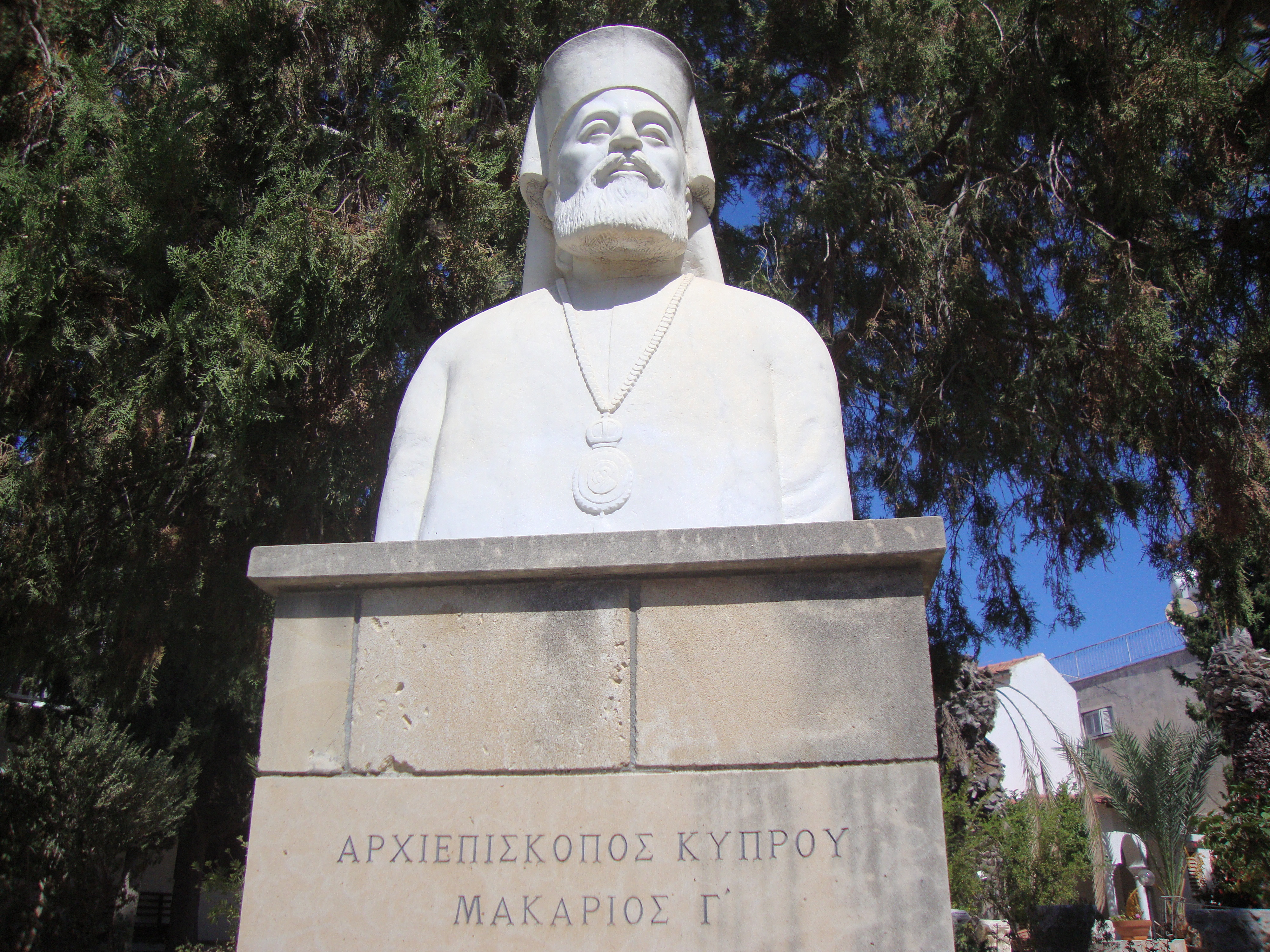
Бюст архиепископа Макария III в саду Византийского музея

## Создание музея
Музей был учреждён в 1983 году митрополитом Пафским Хризостомом при активной помощи игумена монастыря Хрисороятисса Дионисия с целью сбережения, защиты, популяризации и научного исследования бесценных образцов церковно-византийского искусства, сохранившихся в разрушившихся и обветшалых церквях и монастырях митрополии Пафоса.
Первоначально музей был размещён в резиденции Пилавакис (на улице 25 марта), однако в 1989 году его переместили в восточное крыло дворца митрополита Пафского (рядом с собором Святого Феодора), а в 2017 году - в поселок Героскипу, в бывшее здание школы близ церкви Св.Параскевы, где музей располагается и в наши дни.

## Экспозиция
Экспозиция музея даёт возможность ознакомиться с православным византийским наследием района Пафос. Основными экспонатами музея являются кипрские православные иконы (более сотни), созданные в основном в XII—XIX веках. Жемчужиной музейной коллекции является икона Агиа Марина (Святая Марина) типа оранта с житийными клеймами. Эта икона датируется VII—VIII веками (по другим данным, IX веком) и является одной из древнейших икон, обнаруженных на Кипре. Другой наиболее известной иконой музея является икона Панагии Элеусы (Богоматери Милостивой) из монастырской церкви Святого Саввы Каронского (около 1200 года).
В музее также собраны фрески из разрушенных временем церквей, что позволило спасти эти творения от бесследного исчезновения в результате действия неблагоприятных климатических условий. В экспозиции представлены фрески из византийской церкви Агиу Феодору сти Хулу (церкви Святого Феодора в Хулу), датируемые примерно 1100 годом, а также фрагмент фресок из церкви бывшего монастыря Панагии Хрисолакурны в Стени с изображением головы неопознанного святого, датируемый XVI веком.
Среди экспонатов можно увидеть примеры резьбы по дереву, представляющие собой фрагменты иконостасов и различные кресты, в том числе напрестольные. Здесь хранится коллекция церковной утвари, отражающая развитие ювелирного искусства с XVII века до наших дней. Кроме того, среди экспонатов присутствуют расшитые золотом церковные облачения XVIII—XIX веков.
Впечатляющей является коллекция церковных изделий из металла XVII—XX веков, в которую входят, помимо прочего, металлические оклады печатных Евангелий, датируемых 1604, 1745 и 1838 годами, реликварий 1850 года, потир и дискос 1796 года, висячие кресты, кресты для благословения и освящения и так далее. Многие из этих предметов украшены филигранью, эмалью и драгоценными камнями. Особое место занимает посох митрополита Эфесского Мелетия, датируемый 1764 годом.
В музее хранится коллекция манускриптов, созданных в период с 1462 года по XIX век, в которую входят в основном книги религиозного и богослужебного характера, а также два фирмана османского правительства 1853 года, касающиеся церковного устройства Кипра, и две музыкальные рукописи, 1773 года и XIX века. Кроме рукописных книг, в экспозиции представлено три старинных печатных Евангелия: 1604, 1768 (в позолоченном серебряном окладе 1745 года) и 1803 года (с позолоченном серебряном окладе 1838 года).